# Beatriz Vaz e Silva
Beatriz Vaz e Silva (7 de octubre de 1985), conocida como Bia, es una jugadora de fútbol brasileña que representó a los Associação Ferroviária de Esportes en Brasil y fue también jugadora del equipo nacional de Brasil.
Fue suspendida por los Boston Breakers en octubre de 2015.
En 2018 es técnica asistente de la selección brasileña femenina de fútbol.

## Honores

### Ferroviária
- Campeonato Brasileiro de Fútbol Femenino: 2014
- Copa de Brasil de Fútbol Femenino: 2014
- Campeonato Paulista de Fútbol Femenino: 2013

### Foz Cataratas
- Copa de Brasil de Fútbol Femenino: 2011

### Flamengo
- Campeonato Brasileño de Fútbol Femenino: 2015/2016